# Arceuthobium siskiyouense
Arceuthobium siskiyouense é uma espécie de visco anão conhecido como visco de anão de pinho knobcone. É endémica das Montanhas Klamath, no norte da Califórnia e no sul do Oregon, onde vive como parasita de pinus attenuata. Este é um arbusto acastanhado que é visível como uma rede de caules que se estendem acima da casca da sua árvore hospedeira. A maior parte do visco está localizada dentro da árvore hospedeira, ligada a ela via haustórios, que batem na árvore em busca de água e nutrientes.